# گمینا اوپاتووک
گمینا اوپاتووک (به لهستانی:  Gmina Opatówek) یک گمینا در لهستان است که در شهرستان کالیش واقع شده‌است. گمینا اوپاتووک ۱۰۴٫۳۲ کیلومتر مربع مساحت و ۱۰٬۱۴۸ نفر جمعیت دارد.